# Municipio 4 (condado de Rooks)
El municipio 4 (en inglés: Township 4) es un municipio ubicado en el condado de Rooks en el estado estadounidense de Kansas. En el año 2010 tenía una población de 33 habitantes y una densidad poblacional de 0,36 personas por km².

## Geografía
El municipio 4 se encuentra ubicado en las coordenadas 39°20′46″N 99°19′28″O / 39.34611, -99.32444. Según la Oficina del Censo de los Estados Unidos, el municipio tiene una superficie total de 92.88 km², de la cual 92.76 km² corresponden a tierra firme y (0.13%) 0.12 km² es agua.

## Demografía
Según el censo de 2010, había 33 personas residiendo en el municipio 4. La densidad de población era de 0,36 hab./km². De los 33 habitantes del municipio 4, el 100% eran blancos.